# L'Autrichienne
L'Autrichienne è un film francese del 1990 diretto da Pierre Granier-Deferre.
Il film tratta degli ultimi giorni di vita in prigionia, del processo e dell'esecuzione della regina Maria Antonietta, chiamata dal popolo L'austriaca. La sceneggiatura fu scritta dagli storici francesi André Castelot, già autore di una biografia su Maria Antonietta, e Alain Decaux, membro dell'Académie française.